# Phản xạ bất động

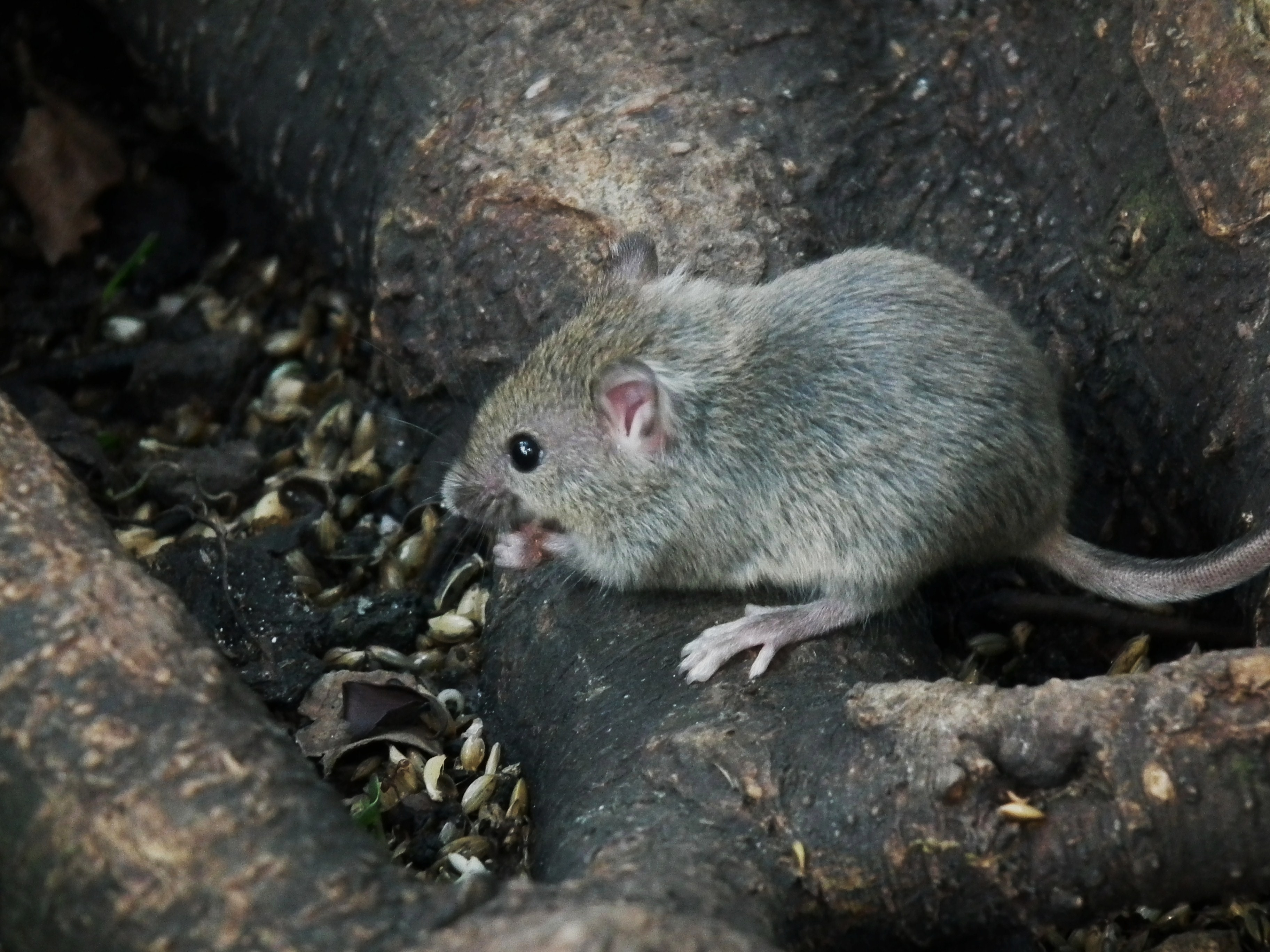
Phản xạ bất động thường thấy ở loài chuột, chúng sẽ im hơi lặng tiếng khi có nguy hiểm

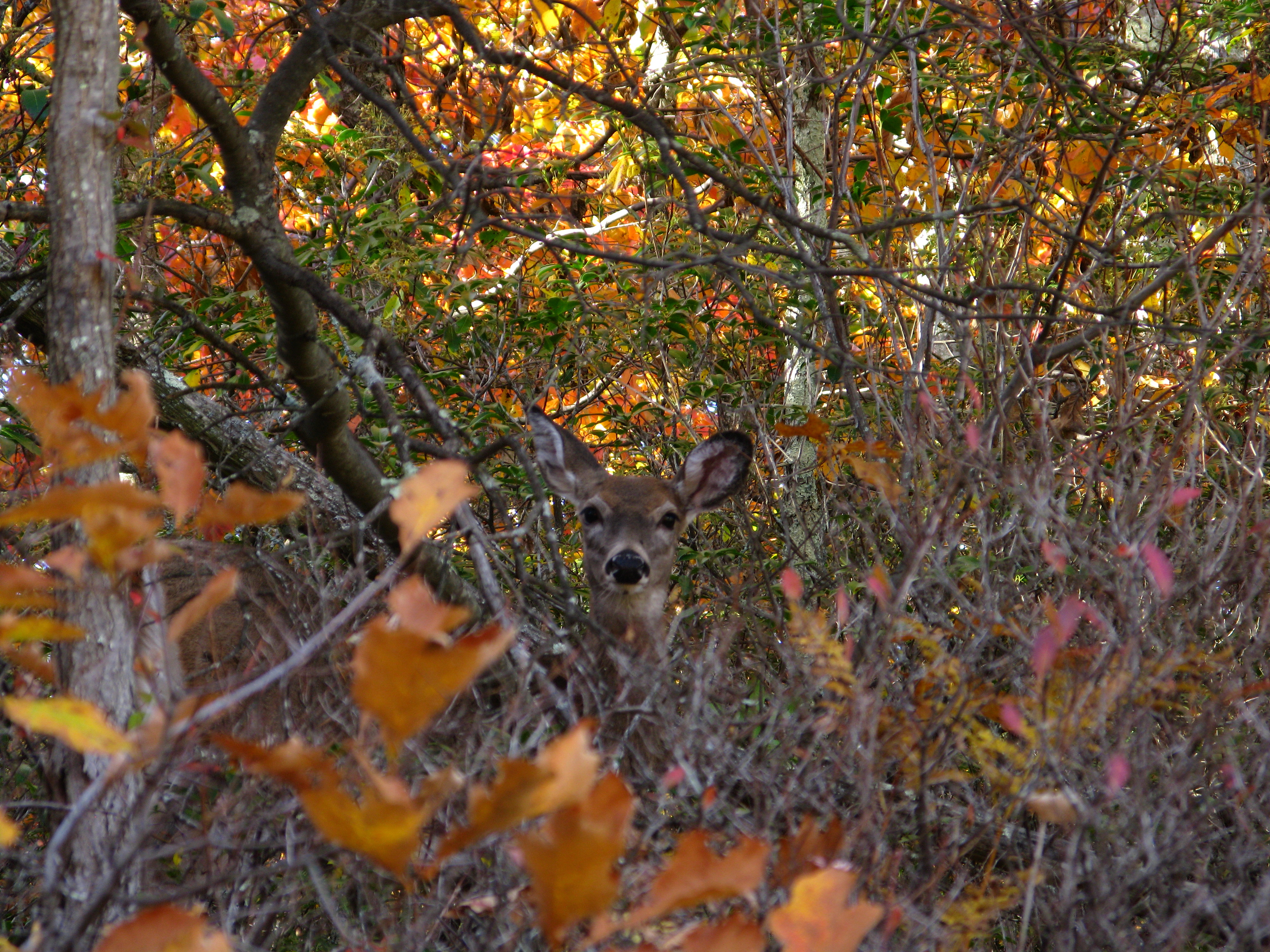
Một con nai đang nằm yên trong bụi rậm

Phản xạ bất động (freeze response) hay phản xạ đứng im/nằm im ở động vật là một phản xạ đối với các kích thích cụ thể, thường thấy nhất ở động vật là con mồi. Khi một con vật đã bị theo dõi, chú ý và nằm hoàn toàn trong tầm ngắm của kẻ săn mồi, nó có thể phản xạ lại bằng cách bất động (nằm im, đứng im) "đóng băng" bằng cách khác bằng cách giữ cơ thể được yên lặng để tránh khỏi kẻ săn mồi. Các nghiên cứu thường đánh giá một phản xạ bất động là phản xạ có điều kiện đối với các kích thích mà điển hình hoặc bẩm sinh không gây ra sợ hãi. 
Đây được xem là một cơ chế tự vệ của động vật. Phản xạ đứng yên được đặc trưng dễ dàng nhất bởi sự thay đổi huyết áp và thời gian ở tư thế cúi người, nhưng nó cũng được biết là gây ra những thay đổi như khó thở, tăng nhịp tim, đổ mồ hôi hoặc cảm giác nghẹt thở. Tuy nhiên, vì rất khó để đo lường những phản ứng đồng cảm này với các kích thích sợ hãi, các nghiên cứu thường bị giới hạn trong thời gian giữ yên đơn giản. Một phản ứng đối với các kích thích thường được gọi là "phản ứng chiến hay chạy", nhưng được mô tả hoàn toàn hơn là "chiến đấu hoặc nằm im". Ngoài ra, phản xạ bất động cũng đã được quan sát thấy xảy ra trước hoặc sau một phản ứng chiến hay chạy.